# Wih Sagi Indah
Wih Sagi Indah is een bestuurslaag in het regentschap Aceh Tengah van de provincie Atjeh, Indonesië. Wih Sagi Indah telt 400 inwoners (volkstelling 2010).